# オータケ
株式会社オータケ（英: OTAKE CORPORATION）は、愛知県名古屋市中区に本社を置く管工機材の専門商社である。

## 沿革
- 1952年（昭和27年）5月15日 - 「株式会社大嶽商店」として設立[1]。
- 1976年（昭和51年）11月 - 株式会社木谷バルブを子会社化[1]。
- 1988年（昭和63年）8月 - 「株式会社オータケ」に商号を変更[1]。
- 1991年（平成3年）
  - 3月 - 株式会社木谷バルブを100%子会社化[1]。
  - 6月 - 株式会社大嶽商店を吸収合併[1]。
- 1993年（平成5年）5月 - 株式会社石井商店を子会社化[1]。（後の株式会社イシイ）
- 1994年（平成6年）9月 - 株式会社石井商店を100%子会社化[1]。
- 1995年（平成7年）3月23日 - 日本証券業協会（現・JASDAQ）に株式を店頭登録[1]。
- 2005年（平成17年）
  - 6月 - 子会社であった株式会社イシイおよび株式会社木谷バルブを吸収合併[1]。
  - 10月 - 中国器材株式会社を100%子会社化[1]。
- 2022年（令和4年）4月 - 東京証券取引所の市場区分の見直しにより、スタンダード市場に移行[1]。
- 2024年（令和6年）9月30日 - 株式会社田中産業を100%子会社化[2]。

## 事業所
- 本社（愛知県名古屋市中区）
- 支店
  - 札幌支店（北海道札幌市東区）
  - 新潟支店（新潟県新潟市東区）
  - 東京支店（東京都墨田区）
  - 静岡支店（静岡県富士市）
  - 北陸支店（富山県射水市）
  - 名古屋支店（愛知県名古屋市中区）
  - 関西支店（大阪府堺市美原区）
  - 九州支店（福岡県福岡市博多区）
- 名古屋物流センター（愛知県名古屋市中川区）